# Lepadella cornuta
Lepadella cornuta är en hjuldjursart som beskrevs av Koste och Russell J.Shiel 1989. Lepadella cornuta ingår i släktet Lepadella och familjen Lepadellidae. Inga underarter finns listade i Catalogue of Life.